# Emmenopterys
Emmenopterys é um género botânico pertencente à família Rubiaceae. Também conhecida como Calicófilos.
- Menosprezaste henryi